# África Ocidental Espanhola
```
   |-
       |
Erro:
:  
valor não especificado para "
nome_comum
"
```

África Ocidental Espanhola (em espanhol: África Occidental Española) foi uma antiga posse no deserto do Saara da Espanha. Foi criada em dezembro de 1946, e combinava as regiões de Ifni, Cabo Juby e Saara Espanhol.

## História
Os espanhóis chegaram à África Ocidental durante o final da Idade Média. Acredita-se que o primeiro a chegar na região foi o viajante Balearic Jaume Ferrer, que desapareceu em 1375 na viagem ao largo da costa africana, mas acredita-se também que possa ter sido um castelhano que desembarcou em Bojador em 1405 e atacou uma caravana na região.

## Organização Administrativa
Administrativamente a África Ocidental Espanhola dividia-se em duas regiões separadas por território Marroquino. A norte o Território de Sidi-Ifni e a sul o Saara Espanhol.
| Território     | Território                | km²     |
| -------------- | ------------------------- | ------- |
| Saara Espanhol | zona Septentrional        | 32 875  |
| Saara Espanhol | Região de Saguia el Hamra | 82 000  |
| Saara Espanhol | Colônia do Río do Ouro    | 184 000 |
| Sidi-Ifni      | Sidi-Ifni                 | 1 500   |

## Demografia
Segundo os censos de 1950 realizados pelas autoridades espanholas, a população da África Ocidental Espanhola dividia-se da seguinte forma:
| Território     | Território                                          | Localidade                                          | Habitantes em 1950 | Habitantes em 1950 | Habitantes em 1950 |
| Território     | Território                                          | Localidade                                          | Etnia              | Etnia              | Etnia              |
| Território     | Território                                          | Localidade                                          | Indígenas          | Europeus           | Total              |
| -------------- | --------------------------------------------------- | --------------------------------------------------- | ------------------ | ------------------ | ------------------ |
| Saara Espanhol | zona Septentrional                                  | Tan-Tan                                             | 920                | 48                 | 968                |
| Saara Espanhol | zona Septentrional                                  | Villa Bens                                          | 1.554              | 427                | 1.981              |
| Saara Espanhol | Região de Saguia el Hamra                           | El Aaiún                                            | 1.191              | 168                | 1 .359             |
| Saara Espanhol | Região de Saguia el Hamra                           | Smara                                               | 395                | 0                  | 395                |
| Saara Espanhol | Colônia do Río do Ouro                              | Villa Cisneros                                      | 577                | 434                | 1.011              |
| Saara Espanhol | Colônia do Río do Ouro                              | Lagouira                                            | 148                | 53                 | 201                |
| Saara Espanhol | Não incluidos em centros urbanos (população nómada) | Não incluidos em centros urbanos (população nómada) | 28.471             | 0                  | 28.471             |
| Sidi-Ifni      | Sidi-Ifni                                           | Sidi-Ifni                                           | 36.028             | 2.267              | 38.295             |

Em 1949 estimava-se que habitavam 13.520 pessoas na região de região de Saguia el Hamra, 9.747 na zona Septentrional do protetorado e 2.109 na  Colônia do Río do Ouro.

### Tribos
As principais tribos da região de Saguia el Hamra eram: os Requeibat el Guasem, os Abel Chej Ma el Aaiún, os Arosien e os Filala. Na região do Rio do Ouro eram os: Ulad Delim, os Regueibat Sahel, os  Larosiien e os Ulad Tidrarín. Na zona Septentrional do protetorado eram: os Izarguien, os Iaggut, os Ait Lalsen, os Filala, os Foicat, os Lammiar, os Toubalt, os Much-yat, os Ahl Ma el Aainin e os Ait Musa.